# ロスビー数
ロスビー数（ロスビーすう、英語：Rossby number）とは、地球流体力学など回転系の流体力学における非線形性を示す無次元量である。この名は、気象力学の発展に寄与し「近代気象学の父」とも呼ばれるカール＝グスタフ・ロスビーに因んだものである。ロスビー数はコリオリの力と慣性力の比で現され、地球流体力学においては
{\displaystyle R_{o}={\frac {U}{fL}}}
で与えられる。ここでU、Lはそれぞれ現象を代表する流速と水平方向の長さスケールであり、fはコリオリパラメータである。また、これとは別に時間ロスビー数が定義されることもある。これはコリオリの力と現象の時間変化(代表的時間スケールをTと置く)の比で、
{\displaystyle R_{T}={\frac {1}{fT}}}
で与えられる。
ロスビー数が小さい現象では非線形の効果は無視でき、流れの場は地衡流の関係になる。一方、台風のような現象ではロスビー数は1を越えるため、非線形効果の解釈が重要になる。